# Šúrovce
Šúrovce este o comună slovacă, aflată în districtul Trnava din regiunea Trnava. Localitatea se află la altitudinea de 132 m deasupra n.m., se întinde pe o suprafață de 19,91 km2 și în 2017 număra 2.336 de locuitori.

## Istoric
Localitatea Šúrovce este atestată documentar din 1291.

## Demografie
| An:                | 1994 | 2004   | 2014   | 2024   |
| ------------------ | ---- | ------ | ------ | ------ |
| Număr de persoane: | 2163 | 2213   | 2329   | 2245   |
| Diferență:         |      | +2,31% | +5,24% | −3,60% |

| An:                | 2023 | 2024   |
| ------------------ | ---- | ------ |
| Număr de persoane: | 2225 | 2245   |
| Diferență:         |      | +0,89% |